# محمد بن تاويت التطواني
محمد بن تاويت التطواني ، ( 1336 هـ / 1917 م - 1414 هـ / 1993 م ) . كاتب و مؤرخ و أستاذ و باحث .

## سيرته
ولد بتطوان عام 1336 هـ الموافق لسنة 1917 م . درس على والده القرآن الكريم والمتون الأولية، وتابع العلم في مساجد تطوان وزواياه، ثم التحق بجامعة القرويين بفاس سنة 1933 ودرس فيها العلوم الشرعية واللغوية، ثم التحق بالبعثة الحسنية عام 1938 المتوجهة إلى القاهرة لطلب العلم، وحصل من جامعة القاهرة على شهادة الليسانس ودبلوم الدراسات العليا في اللغات السامية . عين باحثا بمعهد فرانكو للأبحاث العربية الإسلامية ثم أستاذا بالمعهد الديني العالي بتطوان ثم مديرا له، كما عمل مديرا لمعهد مولاي الحسن للأبحاث بتطوان ، كما عمل بالتدريس في كلية الآداب جامعة محمد الخامس بالرباط سنة 1956 ، ثم بكليات الآداب بفاس و تطوان و وجدة و أڭادير .

## مؤلفاته
- تاريخ سبتة
- الوافي بالأدب العربي بالمغرب الأقصى
- تاريخ البلاغة العربية
- تاريخ التشريع الإسلامي
- الاستشراق و الإسلام
- ابن عبد ربه
- ابن زيدون
- الوصف في شعر ذي الرمة
- أبو دهبل الجمحي وشعره
- تاريخ دولة الرستميين أصحاب تاهرت

من إسهاماته في التحقيق :
- دلائل الاعجاز لعبد القاهر الجرجاني

## جوائزه
- نال جائزة عيد العرش الأدبية مرتين المرة الأولى عام 1951 ، والثانية عام 1952 .